# 3412 Kafka
3412 Kafka eller 1983 AU2 är en asteroid i huvudbältet som upptäcktes den 7 november 1983 av de båda amerikanska astronomerna Randolph L. Kirk och Donald J. Rudy vid Palomar-observatoriet. Den är uppkallad efter den tjeckisk-österrikiske författaren Franz Kafka.
Asteroiden har en diameter på ungefär 6 kilometer.